# Cristaria andicola
Cristaria andicola är en malvaväxtart som beskrevs av C. Gay. Cristaria andicola ingår i släktet Cristaria och familjen malvaväxter. Inga underarter finns listade i Catalogue of Life.